# 叔孙还
叔孙还（？—？），姜姓，叔孙氏，名还，齐国公子。
叔孙宣伯还在齐国的时候，叔孙还把叔孙宣伯的女儿嫁给齐灵公
前552年，齐庄公让庆佐担任大夫，再次讨伐公子牙的亲族，在句渎之丘抓了公子买，公子鉏逃亡到鲁国，叔孙还逃亡到燕国。
前545年，庆封逃亡到鲁国，齐国人将公子鉏、叔孙还、公子贾召回国，为他们准备了器物用具，并把封邑还给他们。